# カルロス・コントレラス
カルロス・マヌエル・コントレラス（Carlos Manuel Contreras、1991年1月8日 - ）は、ドミニカ共和国・サントドミンゴ出身のプロ野球選手（投手）。右投右打。現在はフリーエージェント。

## 経歴
2008年3月12日にシンシナティ・レッズと契約。ルーキー級ドミニカン・サマーリーグ・レッズで17試合に登板し、0勝1敗、防御率8.64だった。
2009年はルーキー級ドミニカン・サマーリーグで14試合に登板し、4勝4敗、防御率5.60だった。
2010年はルーキー級アリゾナリーグ・レッズで10試合に登板し、2勝4敗2セーブ、防御率6.45だった。
2011年はルーキー級ビリングス・マスタングスで18試合に登板し、2勝1敗、防御率5.00だった。
2012年はA級デイトン・ドラゴンズで40試合に登板し、0勝1敗4セーブ、防御率3.20だった。8月にA+級ベイカーズフィールド・ブレイズへ昇格。9試合に登板し、1勝0敗4セーブ、防御率2.70だった。オフの11月20日にレッズとメジャー契約を結び、40人枠入りした。
2013年はA+級ベイカーズフィールドで18試合に登板し、5勝7敗、防御率3.80だった。7月にAA級ペンサコーラ・ブルーワフーズへ昇格。8試合に登板し、3勝2敗、防御率2.76だった。同年のフューチャーズゲームに選出された。
2014年3月11日にAA級ペンサコーラへ異動し、AA級で開幕を迎えた。6月21日にメジャーへ昇格。同日のトロント・ブルージェイズ戦でメジャーデビュー。10点リードの9回表から登板し、1回を無安打無失点1奪三振に抑えた。4試合に登板したが、7月10日にAAA級へ降格。7月11日に再昇格した。この年はリリーフ専業で17試合に登板した。
2015年は、22試合に投げて防御率4.82を記録。2
2016年3月16日に自由契約となった。

## 詳細情報

### 年度別投手成績
| 年 度    | 球 団    | 登 板 | 先 発 | 完 投 | 完 封 | 無 四 球 | 勝 利 | 敗 戦 | セ 丨 ブ | ホ 丨 ル ド | 勝 率 | 打 者 | 投 球 回 | 被 安 打 | 被 本 塁 打 | 与 四 球 | 敬 遠 | 与 死 球 | 奪 三 振 | 暴 投 | ボ 丨 ク | 失 点 | 自 責 点 | 防 御 率 | W H I P |
| -------- | -------- | ----- | ----- | ----- | ----- | -------- | ----- | ----- | -------- | ----------- | ----- | ----- | -------- | -------- | ----------- | -------- | ----- | -------- | -------- | ----- | -------- | ----- | -------- | -------- | ------- |
| 2014     | CIN      | 17    | 0     | 0     | 0     | 0        | 0     | 1     | 0        | 0           | .000  | 94    | 19.1     | 19       | 2           | 17       | 0     | 0        | 19       | 3     | 1        | 16    | 14       | 6.52     | 1.86    |
| 2015     | CIN      | 22    | 0     | 0     | 0     | 0        | 0     | 0     | 0        | 0           | ----  | 125   | 28.0     | 22       | 3           | 20       | 0     | 1        | 19       | 3     | 0        | 16    | 15       | 4.82     | 1.50    |
| MLB：2年 | MLB：2年 | 39    | 0     | 0     | 0     | 0        | 0     | 1     | 0        | 0           | ----  | 219   | 47.1     | 41       | 5           | 37       | 0     | 1        | 38       | 6     | 1        | 32    | 29       | 5.51     | 1.65    |

- 2018年度シーズン終了時

### 背番号
- 53（2014年 - 2015年）